# ジョセフィン・コクラン

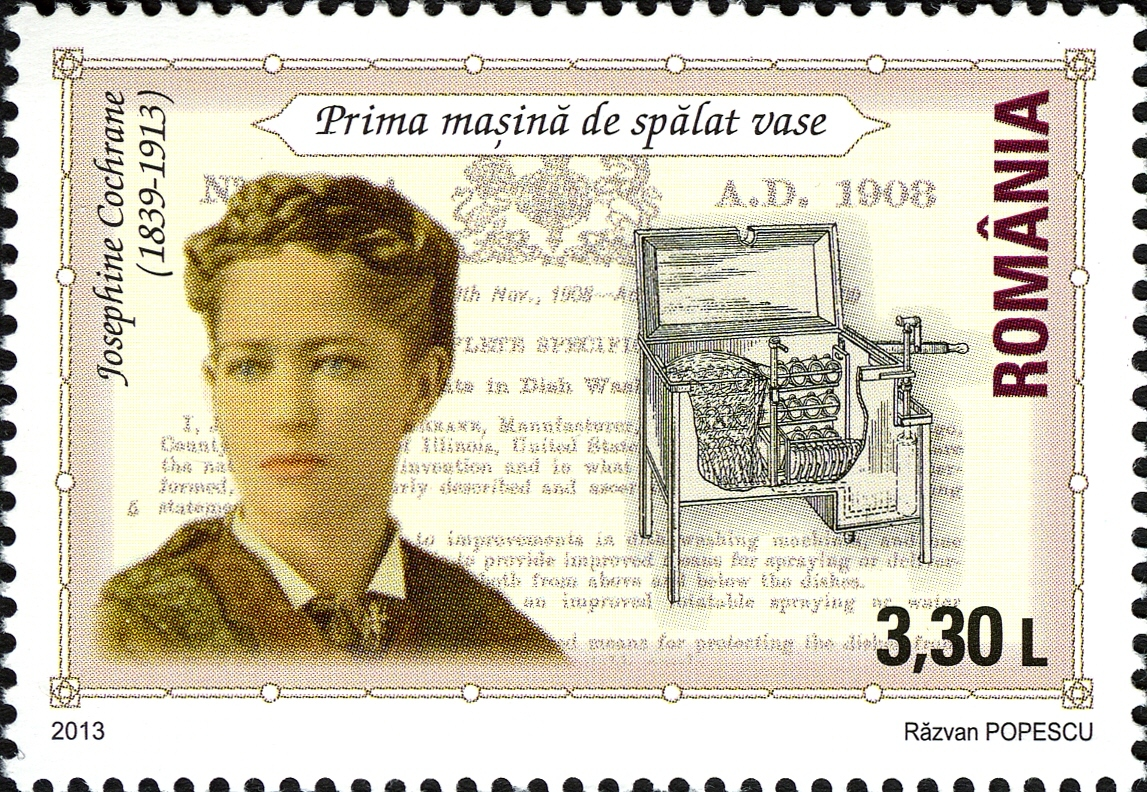
コクランと食器洗い機を描いた2013年のルーマニアの切手

ジョセフィン・コクラン（Josephine Garis Cochran (Cochrane) 、1839年3月8日 - 1913年8月14日）はアメリカ合衆国の女性発明家である。最初の商業的に成功した実用的な自動食器洗い機を発明した。

## 略歴
オハイオ州のアシュタビューラ郡に生まれた。父親は土木技術者で、母方の曽祖父、ジョン・フィッチは蒸気船に関する特許を得た発明家であった。インディアナ州のヴァルパレーゾで育ち、ヴァルパレーゾの学校へ通った。
妹とイリノイ州のシェルビービルに移り、1858年10月13日にウィリアム・コクランと結婚した。夫はカリフォルニア・ゴールドラッシュで利益を得ようとして失敗して帰郷した人物で、その後繊維商品の商売で成功し、民主党の政治家になった
。2人の子供が生まれたが長男は幼くして没した。
1870年になって屋敷で、ディナーパーティを行ったとき、1600年代の作とされる貴重な陶器の食器のいくつかを不注意で召使が欠かせてしまったことが食器洗いのいい方法を探す動機であったとされる。もしくは主婦の手間を省くべきだと思ったとされ、「他の誰も食器洗い機を発明しないのだったら私がやる」と言ったとされている。1883年にアルコール依存症になっていた夫が多くの借金とわずかな現金を残して死んだことも、生活のために食器洗い機の発明に意欲を保たせることになった。
それまでにも食器洗い機を作ろうとする試みはあった。1850年にヒュートン（Joel Houghton）は皿を洗剤につける手回し式の機械を作り、1860年代にはアレキサンダー（L. A. Alexander）がこれを改良し、歯車を使って食器入れが水流の中で回転する機構を取り付けていたが、どちらも実用的でなかった。
コクランはシェルビービルの家の小屋で試作機の開発を始め、技術者のジョージ・バターズ（George Butters）が組み立てを手伝った。食器洗い機の開発にあたって、まず様々な食器のサイズを測り、どれにもフィットするワイヤのしきりをつくった。しきりはモーターで駆動する回転部につけられて、銅製のボイラーの中に収められた。ボイラーの底から熱い洗浄液が吹き出し、降り注ぐ中に食器を通す仕組みになっていた。こするための部材をつけずに水圧で汚れを落とす方式の食器洗浄機はこれが初めてであった。
1913年にシカゴで没した。2006年に全米発明家殿堂（National Inventors Hall of Fame）に殿堂入りした。